# Fécamp
Fécamp è un comune francese di 19 749 abitanti situato nel dipartimento della Senna Marittima, nella regione della Normandia, ed affacciato sul Canale della Manica. È una delle principali località della Costa d'Alabastro.

## Geografia fisica
È situata sul Oceano Atlantico, presso lo Stretto della Manica, a Nord-Ovest di Rouen, nel Nord-Est della Francia ed è uno dei principali porti francesi per la pesca al merluzzo. Fécamp è anche una stazione balneare molto frequentata.

## Storia

### Origini
A sud-est della città attuale vi sorgeva già nel I secolo a.C. un oppidum gallo con fortificazioni di tipo "belgico" (ancora in parte visibili). In epoca romana una strada la univa già con Étretat, l'odierna D 940.
Nel 658 Waneng, conte merovingio vi fondò un'abbazia attorno alla quale si sviluppò la cittadina. Tuttavia a partire dal IX secolo cominciarono i primi saccheggi dei Vichinghi nel territorio e nel mese di maggio dell'841 l'abbazia fu devastata e i monaci costretti ad abbandonare l'edificio.
Nel 911, col Trattato di Saint-Clair-sur-Epte, la zona di Fécamp diventò un'area d'installazione massiccia di Nortmanni anglo-danesi, che ben presto attirerà l'attenzione dei duchi di Normandia. Infatti Guglielmo I intraprese la costruzione di una sua residenza a Fécamp, presso le rovine dell'antico monastero, e vi costruì un oratorio dedicato alla Trinità.

### Medioevo

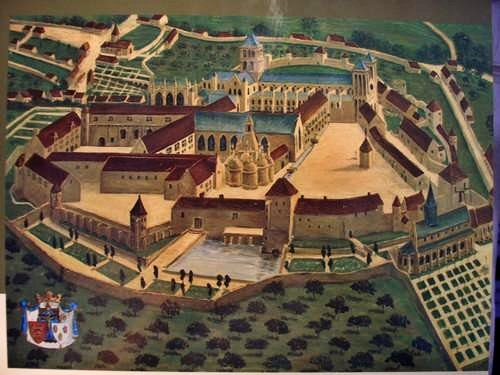
L'Abbazia di Fécamp nel XIII secolo, suo apogeo.

Secondo una leggenda medievale, il tronco di un albero di fico (ficus) contenente il prezioso sangue di Cristo, raccolto da Giuseppe di Arimatea, si arenò sulla spiaggia di Fécamp nel I secolo. Immediatamente un getto di santo sangue sgorgò dal luogo. La reliquia del Santo Sangue attirò pescatori e pellegrini, aumentando la fama della città. 
Riccardo I vi fece erigere una nuova chiesa-collegiata dedicata alla
Trinità, che nel 1001 sarà trasformata da Riccardo II di Normandia in abbazia benedettina facendo appello a Guglielmo da Volpiano. 
Presso l’abbazia benedettina entrò nell’ordine, prima del 1030, Maurilio, che sarebbe stato nominato arcivescovo di Rouen nel 1055, quando dovette lasciare Fecamp per la seconda volta.
Nell'XI secolo venne fondato il porto che svilupperà sia la costruzione navale che la pesca. Fu la rinascita della cittadina.
Nel 1202 il duca Giovanni Senzaterra accordò uno statuto comunale a Fécamp e poco tempo dopo la cittadina venne annessa al Regno di Francia da Filippo Augusto.
Nel 1417-18, durante la Guerra dei cent'anni gli inglesi incendiarono la città e la occuparono mantenendoci una guarnigione. Infine Fécamp venne liberata dall'occupazione inglese nel 1449.
Per la cittadina le Guerre di religione terminano a luglio del 1593, quando il capitano Bois-Rosé la riunì a Enrico IV in seguito alla sua conversione al cattolicesimo.

### Tempi moderni

#### Sviluppo portuale-peschereccio

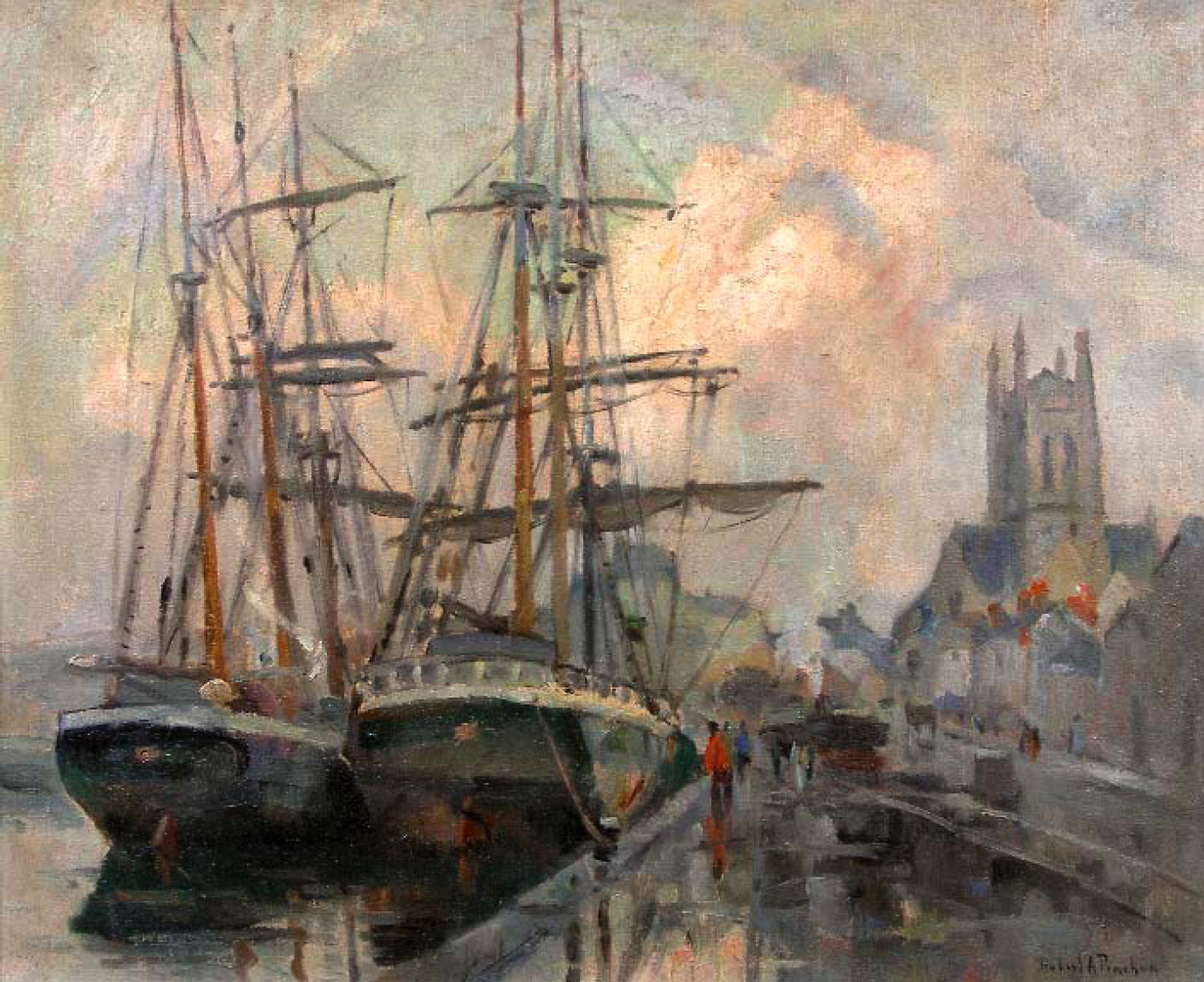
Il porto da una tela di Robert Antoine Pinchon

Nel XVIII secolo a causa dell'insabbiamento del porto, alla concorrenza olandese e al contrabbando inglese (smogglage), la pesca all'aringa perse di vitalità. Così dal XIX secolo alla metà del XX Fécamp sviluppò una notevole attività di pesca al merluzzo volta verso i banchi di Terranova. Il fermento fu tale che arrivò anche a superare Saint-Malo e affermarsi come primo porto peschereccio di merluzzi di Francia. La metà delle navi-pescherecci francesi erano prodotti e equipaggiati a Fécamp. L'attività raggiunse il suo apogeo nel 1903 quando il porto produsse 73 navi con a bordo un equipaggio di 35 uomini. L'attività continuerà florida fino a verso il 1970, quando il Canada proibì l'accesso alle zone di pesca.

#### Industria e radio-televisione

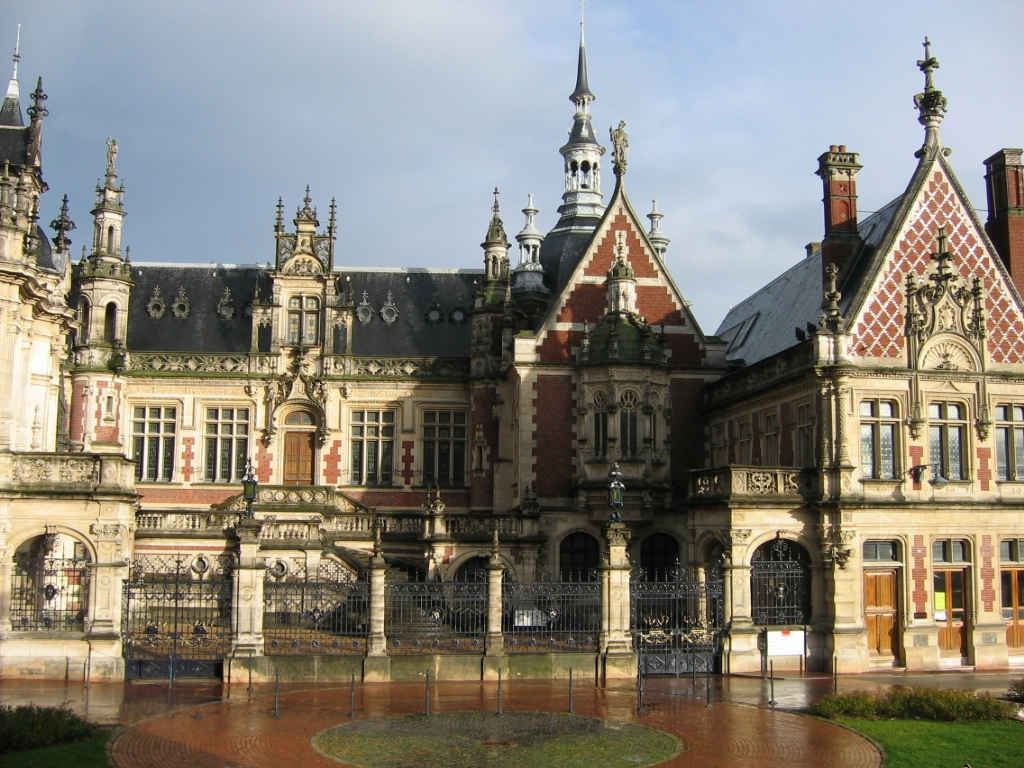
Il Palais Bénédictine, sede della distilleria omonima.

Nel XIX secolo Alexandre-Prosper-Hubert Le Grand inventò una ricetta per un liquore, il Bénédictine, ispirato a un vecchio elisir di erbe prodotto dalla'abbazia di Fécamp nel Medioevo. Nel 1863 fondò la Société Bénédictine, una distilleria familiare che si svilupperà notevolmente. Suo nipote Fernand Le Grand, oltre a seguire la direzione della distilleria, creò alla metà degli anni 1920 una stazione di radiodiffusione privata, Radio-Fécamp. Il successo sempre crescente lo porterà a chiamarla Radio-Normandie e cominciò la diffusione di emissioni commerciali in inglese, che farà concorrenza alla BBC fino alla seconda guerra mondiale. Negli anni 1930 Radio-Normandie trasmetterà anche le prime emissioni di televisione sperimentale del giovane ingegnere Henri de France, che diverrà celebre nel dopoguerra per le sue invenzioni televisive delle 819 lignes (avo della TV ad alta definizione), e della SÉCAM televisione a colori.

#### Storia contemporanea
Nel 1942, sulle falesie del Cap Fagnet, le forze tedesche iniziarono la costruzione di radar e bunker nel quadro delle operazioni difensive del cosiddetto Vallo Atlantico, ancor oggi parzialmente visibili.
Oggi Fécamp è una nota stazione balneare e porto turistico-peschereccio sulla Manica, noto per le sue alte scogliere bianche.

### Simboli
Lo stemma è in uso al comune dal 1790.

## Monumenti e luoghi d'interesse

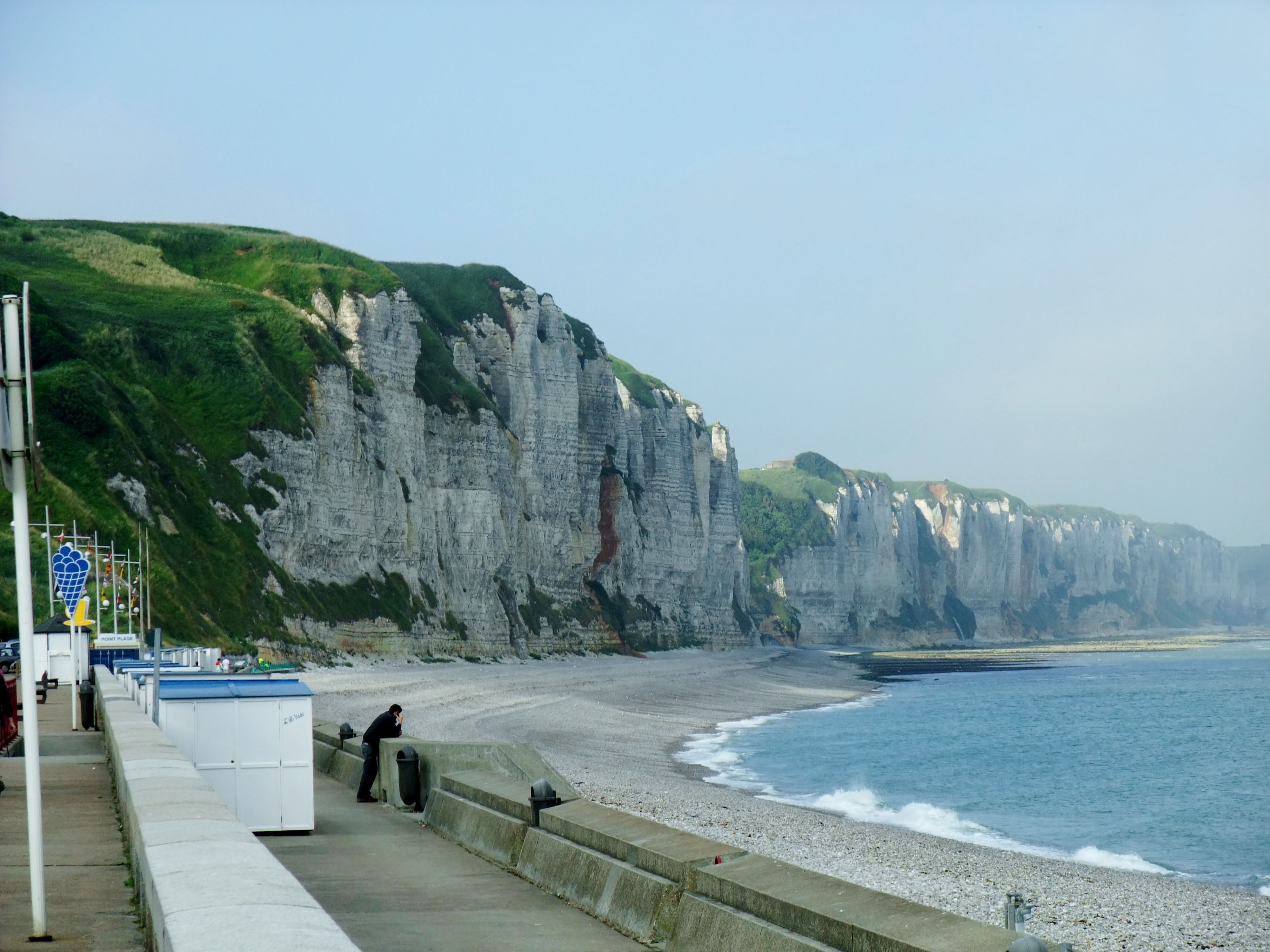
Le celebri scogliere di Fécamp

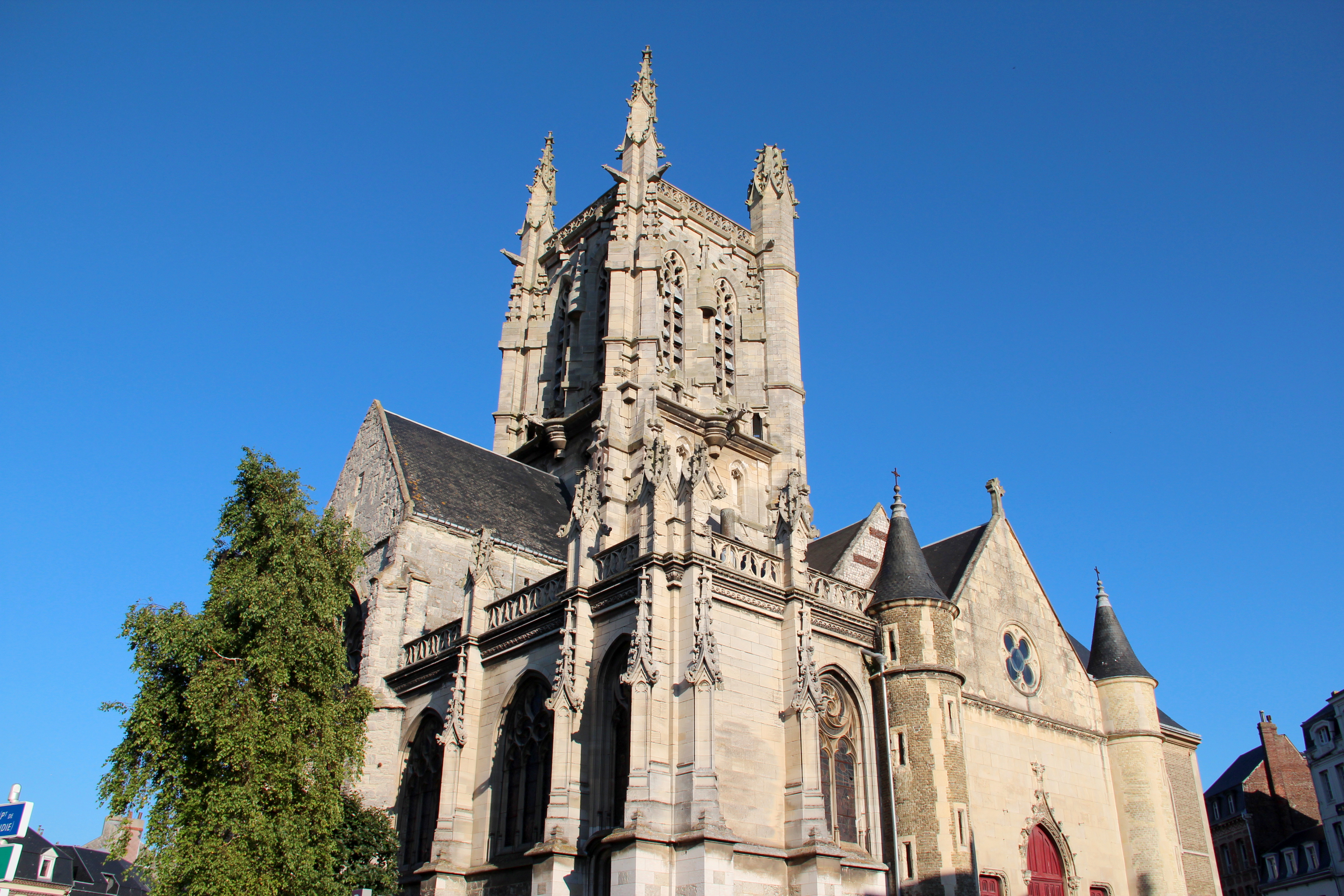
La Chiesa di Santo Stefano.

- L'Abbazia della Santissima Trinità è una grandiosa chiesa sorta su vari edifici precedenti. Venne costruita in stile gotico a partire dal 1175, ma presenta una facciata rifatta interamente nel Settecento;
- al lato della chiesa sorge un museo che raccoglie pitture, oggetti di artigianato e anche alcuni reperti archeologici di età romana;
- rovine del castello ducale, monumento storico di Francia;
- chiesa di Santo Stefano, monumento storico di Francia, in stile gotico-fiammeggiante;
- museo di Terranova e della pesca: museo del glorioso passato marittimo di Fécamp, inaugurato nel 1988. La grande avventura dei morutiers[4] che partivano per lunghi mesi verso i freddi mari di Terranova (imbarcazioni, modelli, utensili), le costruzioni e le riparazioni navali, dipinti di marine, esposizioni. Dal 2017 è stato unificato ad altre minori collezioni nel Musée des Pêcheries;
- museo-scoperta del cioccolato;
- casa del patrimonio: dimora del XVI secolo, detta Maison à la fleur de lys e successivamente Hôtel du grand cerf; dal 2005 ospita gli archivi municipali;
- villa Emilia, inizio XX secolo, stile Art Nouveau;
- museo del Palais Bénédictine, aperto nel 1888 da Alexandre-Prosper-Hubert Le Grand in un edificio che tende all'eclettismo, mescolando stili ed epoche: architettura neogotica, neorinascimentale e Art Nouveau; ospita un museo consacrato all'omonimo liquore normanno ed esposizioni temporanee d'arte;
- cappella del Prezioso Sangue;
- monumenti ai caduti in piazza Charles de Gaulle.

## Società

### Evoluzione demografica
Abitanti censiti

## Amministrazione

### Gemellaggi
- Rheinfelden
- Mouscron
- Vale of Glamorgan